# Pajares (Burgos)
Pajares es una localidad del municipio burgalés de Valle de Tobalina, en la Comunidad Autónoma de Castilla y León (España). 
La iglesia está dedicada a Santiago Apóstol.

## Localidades limítrofes
Confina con las siguientes localidades:
- Al noreste con Villafría de San Zadornil.
- Al sureste con Plágaro.
- Al sur con Villaescusa de Tobalina.
- Al suroeste con Gabanes.
- Al noroeste con Promediano.

## Demografía
Evolución de la población
| Gráfica de evolución demográfica de Pajares entre 2000 y 2017      |
|                                                                    |
| Población de derecho (2000-2017) según el padrón municipal del INE |

## Historia
Así se describe a Pajares en el tomo XII del Diccionario geográfico-estadístico-histórico de España y sus posesiones de Ultramar, obra impulsada por Pascual Madoz a mediados del siglo XIX:

Villa en la provincia, diócesis, audiencia territorial y capitanía general de Burgos (14 leguas), partido judicial de Villarcayo (6) y ayuntamiento del valle de Tovalina (1 ½). Situada a la falda de una sierra que divide esta provincia de la de Álava; el clima es frío; reina por lo regular el viento N, y las enfermedades más frecuentes son las afecciones de pecho. Tiene 10 casas; una fuente de aguas potables y buenas, de las cuales se surte el vecindario para beber y demás usos, y una iglesia parroquial (Santiago) servida por un cura párroco y un sacristán. El término confina con los de Plágaro, Villaescusa y Gabanes. Su terreno es secano y estéril, sin más arbolado que algunas encinas en la expresada sierra. Caminos: los que dirigen a los pueblos limítrofes, y la correspondencia se recibe de Frías. Producciones: trigo, vino, ganado lanar y caza de perdices. Industria: la agrícola. Población: 8 vecinos, 30 almas. Capital productivo: 101.100 reales. Imponible: 9.755.
Diccionario geográfico-estadístico-histórico de España y sus posesiones de Ultramar